# Sweet Caroline
Sweet Caroline är en låt skriven och framförd av Neil Diamond. Låtens orkesterarrangemang med blås- och stråkinstrument arrangerades av Charles Calello. Den spelades in i American Sound Studio i Memphis, Tennessee och gavs ut som singel i juni 1969. Låten blev en stor hit för Diamond och hade redan samma år sålt guld i USA enligt RIAA. I Europa dröjde det två år innan låten slog, och den nådde exempelvis åttondeplatsen i Storbritannien 1971. 1994 hade låten sålt platina. "Sweet Caroline" spelades även in av Elvis Presley på albumet On Stage - February 1970.
Diamond har berättat att han inspirerades till låten efter att ha sett en bild på John F. Kennedys dotter Caroline Kennedy. Men han har även angett sin dåvarande fru Marcia som inspiration till texten.
Låten blev 2019 invald av USA:s kongressbibliotek till deras National Recording Registry.

## Listplaceringar
- Billboard Hot 100, USA: #4[4]
- RPM, Kanada: #3[5]
- UK Singles Chart, Storbritannien: #8[6]
- Nederländerna: #16[7]